# Stařena Šapokljak
Stařena Šapokljak je fiktivní postava dětských pohádek a animovaných filmů. Své jméno získala podle staromódní pokrývky hlavy. Je to záporná postava a protiklad ke kladným postavám Geni a Čeburašky.

## Popis
Podle knihy Krokodýl Geňa a jeho kamarádi je hlavním úkolem této postavy sbírat zlo. V animovaném filmu je pak podstata jejího bytí vyjádřena v písničce „Ten kdo lidem pomáhá, ten se marně namáhá. Dobrými skutky zkrátka proslavit se nedá.“ Stařena Šapokljak si za pomoci své věrné krysy Larisky, která žije v její pompadurce, krutě zahrává s osudy nic netušících obyvatel města. Poté, co se Šapokljak seznámí s Čeburaškou a Geňou, se začíná postupně zas vracet na cestu dobra a k zlomyslnostem se uchyluje obyčejně vždy jen na začátku dalšího dílu. Nicméně, i přes všechny své nedostatky, je tato stařena velmi bystrá, mazaná, a i když to není na první pohled patrné, tak i dobrosrdečná. V knize Dovolená krokodýla Geňi se stařena poté, co uvízne v pasti na medvědy, už nadobro přidá na stranu dobra a dokonce se začne angažovat v oblasti ochrany přírody. Má vnuka jménem Vasja Rublev, který pracuje na burze. 

## Předloha
Původ této postavy je velmi zajímavý. V jednom rozhovoru se Eduard Nikolajevič Uspenskij přiznal, že předlouhou pro postavu Stařeny Šapokljak se stala jeho první manželka. A malíř Leonid Švarcman se přiznal, že při vytváření vizuální podoby této postavy se zčásti inspiroval podobou své tchyně.

## Animované filmy, ve kterých se postava objevila
- Krokodýl Geňa  — 1969
- Šapokljak — 1974
- Čeburaška jde do školy — 1983